# Delroy Lindo
Delroy George Lindo (ur. 18 listopada 1952 w Londynie) – angielsko-amerykański aktor.

## Filmografia
- Szukajcie Wiktorii (Find the Lady, 1976) jako Sam
- Voice of the Fugitive  (1978)
- Więcej amerykańskiego graffiti (More American Graffiti, 1979) jako sierżant
- Krew bohaterów (The Blood of Heroes, 1989) jako Mbulu
- Doskonały świadek (Perfect Witness, 1989) jako Berger
- Góry Księżycowe (Mountains of the Moon, 1990) jako Mabruki
- Ciężka próba (The Hard Way, 1991) jako kapitan Brix
- Świetlisty anioł (Bright Angel, 1991) jako Harley
- Malcolm X (1992) jako West India Archie
- Więzy krwi (Bound by Honor, 1993) jako Bonafide
- Mr. Jones (1993) jako Howard
- Crooklyn (1994) jako Woody Carmichael
- Ślepy zaułek (Clockers, 1995) jako Rodney Little
- Dorwać małego (Get Shorty, 1995) jako Bo Catlett
- Kongo (Congo, 1995) jako kapitan Wanta
- Zwycięzca (The Winner, 1996) jako Kingman
- Okup (Ransom, 1996) jako Agent Lonnie Hawkins
- Tajna broń (Broken Arrow, 1996) jako Pułkownik Max Wilkins
- Piętno Minnesoty (Feeling Minnesota, 1996) jako Czerwony
- Soul of the Game (1996) jako Satchel Paige
- Pierwsze wykroczenie (First Time Felon, 1997) jako Calhoun
- Życie mniej zwyczajne (A Life Less Ordinary, 1997) jako Jackson
- Adwokat diabła  (The Devil's Advocate, 1997) jako Phillipe Moyez
- Triumf odwagi (Glory & Honor, 1998) jako Matthew Henson
- Księga gwiazd (The Book of stars, 1999) jako Profesor
- Wbrew regułom (The Cider House Rules, 1999) jako Mr. Rose
- Pros and Cons (1999) jako Kyle
- Inna sprawiedliwość (Strange Justice, 1999) jako Clarence Thomas
- 60 sekund (Gone in 60 Seconds, 2000) jako Detektyw Roland Castlebeck
- Romeo musi umrzeć (Romeo Must Die, 2000) jako Isaak O'Day
- Skok (Heist, 2001) jako Bobby Blane
- Tylko Jeden (The One, 2001) jako Roedecker
- Ostatni bastion (The Last Castle, 2001) jako Generał James Wheeler
- Jądro Ziemi (The Core, 2003) jako Dr Ed Brazzelton
- Profoundly Normal (2003) jako Ricardo Thornton
- Wondrous Oblivion (2003) jako Dennis
- Domino (2005) jako Claremont Williams
- Sahara (2005) jako Carl
- The Exonerated (2005) jako Delbert
- Lackawanna Blues (2005) jako Pan Lucious
- Hounddog  (2007)
- Zemsta reworwelowca (2021)
- Grzesznicy (Sinners(inne języki), 2025) jako Delta Slim